# Grünscheitel-Bronzekuckuck
Der Grünscheitel-Bronzekuckuck (Chalcites minutillus, Syn.: Chrysococcyx minutillus) auch Kleine Bronzekuckuck oder Glanzkuckuck ist eine Kuckucksart, die in der Orientalis und der Australis verbreitet ist. Es werden 6 Unterarten unterschieden.

## Merkmale

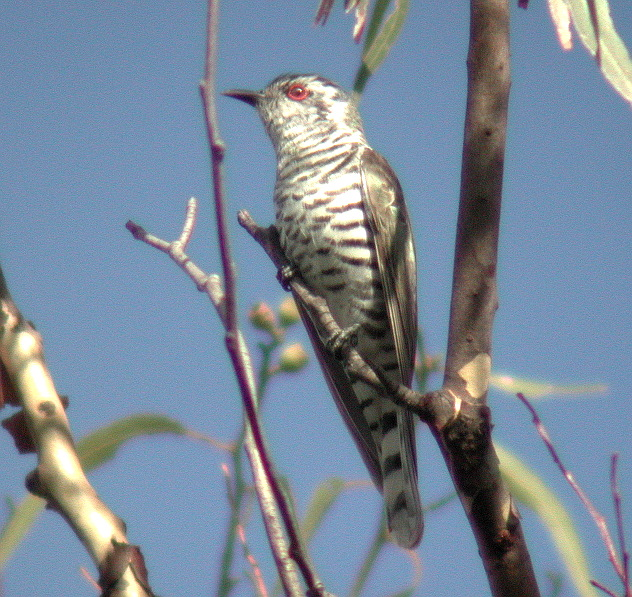
Ein Grünscheitel-Bronzekuckuck im südöstlichen Queensland

Der Grünscheitel-Bronzekuckuck wird etwa 15–17 cm groß. Es gibt keinen Geschlechtsdimorphismus. Der Kopf- und Nackenbereich der Nominatform ist dunkelgrün-glänzend gefärbt, das restliche Gefieder oberseits blass-braun mit nur leichter grün-glänzender Färbung. Die Iris und der Augenring sind rot, der Überaugenstreif weiß-dunkel gesprenkelt. Die Brust ist braun gesperbert. Die Unterarten unterscheiden sich durch unterschiedliche Ausprägung der grün-glänzenden Färbung des Gefieders und der Sperberung der Brust sowie des weißlichen Anteils des Kopfgefieders. Anstatt eines roten haben die Weibchen von C. m. peninsularis einen grünen, die Weibchen von C. m. barnardi einen gelben Augenring.

## Verbreitung
Durch die Ähnlichkeit der Art zum Gould-Kuckuck (Chrysococcyx poecilurus) und der daraus resultierenden Schwierigkeit der Artbestimmung gibt es keine abschließend gesicherten Aussagen über Zugverhalten, Brutgebiete und Überwinterungsquartiere.
- C. m. minutillus (Gould, 1859): Ganzjährig in Nordaustralien, Überwinterungsgebiete befinden sich eventuell auf Neuguinea und den Kleinen Sundainseln
- C. m. cleis (Parker, 1981): Ganzjährig in den Küstenbereichen Borneos
- C. m. rufomerus (Hartert, E 1900): ganzjährig auf den Barat-Daya-Inseln, Sermata, Romang, Damar sowie auf Babar. Auf letztgenannter Insel gibt es vermutlich Hybride zwischen dem Grünscheitel-Bronzekuckuck und dem Dickschnabel-Bronzekuckuck (Chrysococcyx crassirostris).
- C. m. albifrons (Junge, 1938): Ganzjährig auf Sumatra
- C. m. peninsularis (Parker, 1981): Ganzjährig auf der Hinterindischen Halbinsel sowie im Mekong-Delta in Vietnam
- C. m. barnadi (Mathews 1912): Brutgebiete an der südöstlichen Küste des australischen Bundesstaates Queensland, Überwinterungsgebiete im Norden von Queensland sowie auf Neuguinea, vermutlich gibt es in Queensland Hybride zwischen dem Grünscheitel-Bronzekuckuck und dem Gould-Kuckuck[2]

Aufgrund der Häufigkeit der Art und des großen Verbreitungsgebietes wird diese seitens der IUCN als nicht gefährdet eingeschätzt.

## Lebensweise
Der Grünscheitel-Bronzekuckuck bewohnt hauptsächlich Mangrovenwälder, Monsunwälder, Auwälder sowie andere Gebiete mit dichter Vegetation. Hauptnahrung sind Insekten, vor allem Raupen, Ameisen und Käferlarven, die meist im Kronenbereich gesammelt werden. Wie alle anderen Chrysococcyx-Arten ist er ein Brutparasit. Hauptwirtsvögel sind Vertreter der Honigfresser und der Gattung Gerygone. Es werden nur Nester parasitiert, die geschlossen sind, sodass vermutlich die unterschiedliche Eifarbe von Wirts- und Kuckucksei im Halbdunkel nicht auffällt.

## Systematik
Die genaue Systematik des Grünscheitel-Bronzekuckucks ist umstritten. Nach mtDNA-Analysen ist der Grünscheitel-Bronzekuckuck eng mit dem Rotschwingen-Bronzekuckuck (Chrysococcyx meyerii) verwandt. Einige Autoren halten den Grünscheitel-Bronzekuckuck und den Gould-Kuckuck (Chrysococcyx poecilurus) für eine Art, da es in einigen, aber nicht allen Brutbereichen zu Hybridisierung kommt. Beide Arten sehen sich ähnlich und haben einen ähnlichen Gesang, sodass eine Artbestimmung sehr schwierig ist. Beide Arten zusammen wurden unter dem Namen Chrysococcyx malayanus (Raffles 1822) geführt, was jedoch auf eine falsche Bestimmung und Zuordnung eines Weibchens des Amethystkuckucks (Chrysococcyx xanthorhynchus) zurückgeht. Der Grünscheitel-Bronzekuckuck und der Gould-Kuckuck werden von einigen Autoren unter dem Namen Chalcites minutillus zusammengefasst. Teilweise wird der Dickschnabel-Bronzekuckuck (Chrysococcyx crassirostris) als Unterart des Grünscheitel-Bronzekuckucks geführt. Die Unterart C. m. rufomerus wird gelegentlich als eigenständige Art Chrysococcyx rufomerus angesehen.